# 66P/du Toit
66P/du Toit è una cometa periodica che è stata scoperta il 16 maggio 1944 dall'astronomo sudafricano Daniel du Toit; è stata osservata nuovamente nel 1974, nel 2003 e nel 2018, ma non nel 1988.